# Best Buy
Best Buy (Бест Бай) — американський міжнародний роздрібний магазин електроніки зі штаб-квартирою в Річфілді, штат Міннесота. Спочатку він був заснований Річардом М. Шульце та Джеймсом Вілером у 1966 році, як спеціалізований аудіомагазин під назвою Sound of Music. У 1983 році він був перероблений під свою нинішню назву з акцентом на побутову електроніку, Best Buy працює на міжнародному рівні в Канаді та Мексиці, а також раніше працював у Китаї до лютого 2011 р., коли компанія була об'єднана з місцевою Five Star. Best Buy також працювала в Європі до 2012 року. Серед її дочірніх компаній — Geek Squad, Magnolia Audio Video та Pacific Sales. Best Buy також управляє брендами Best Buy Mobile та Insignia у Північній Америці, а також Five Star у Китаї. Best Buy продає стільникові телефони від Verizon Wireless, AT&T Mobility, Sprint Corporation у США.
Best Buy була визнаною «Компанією року» журналом Forbes у 2004 році. Компанія посіла 72-е місце у списку найбільших корпорацій США за версією Fortune 500 у 2018 році за загальним доходом.

## Історія

Логотип Sound of Music з 1966 по 1983 рік

22 серпня 1966 року Річард М. Шульце та діловий партнер відкрили Sound of Music, магазин електроніки, що спеціалізувався на високоякісних стереосистемах у Сент-Полі, штат Міннесота. Шульце фінансував відкриття свого першого магазину зі своїх особистих заощаджень та другого іпотечного кредиту, який він взяв на свій будинок. У 1967 році компанія Sound of Music придбала компанію Kencraft Hi-Fi Company та компанію Bergo. Sound of Music заробив 1 мільйон доларів доходу і за перший рік отримав близько 58 000 доларів прибутку. У 1969 році у Sound of Music було три магазини, і Шульце викупив частку у свого ділового партнера.
До 1978 р. Sound of Music працював у дев'яти магазинах штату Міннесота. У 1981 р. в містечку Роузвілл (штат Міннесота) магазин Sound of Music зазнав торнадо. Дах магазину був зрізаний, а виставковий зал зруйнований. Проте склад залишився цілим. У відповідь на стихійне лихо Шульце вирішив провести розпродаж пошкоджених та надлишкових запасів на стоянці магазину під назвою «Розпродаж торнадо». Залишок свого маркетингового бюджету він вклав у рекламу продажу, обіцяючи «найкращі покупки» (анг. Best buy) на все. Під час чотириденних продажів компанія Sound of Music заробила більше грошей, ніж за типовий місяць.
у 1983 році, маючи сім магазинів та річний обсяг продажів 10 мільйонів доларів, Sound of Music був перейменований у Best Buy Company, Inc. Компанія також розширила свої пропозиції товарів, включивши побутову техніку та відеомагнітофони. Пізніше того ж року компанія Best Buy відкрила свій перший супермаркет у місті Бернсвілл, штат Міннесота.
У 1987 році Best Buy вийшов на Нью-Йоркську фондову біржу.
У 1992 році компанія досягла 1 мільярда доларів річних доходів.